# Singhalocryptus alticola
Singhalocryptus alticola är en mångfotingart som beskrevs av Hoffman 1977. Singhalocryptus alticola ingår i släktet Singhalocryptus och familjen Cryptodesmidae. Inga underarter finns listade i Catalogue of Life.